# Zenken
Zenken株式会社（ぜんけん、英: Zenken Corporation）は、東京都新宿区に本社を置く日本の企業。

## 概要
事業は広告・マーケティング、SEO、受託開発ソフトウェア業、婚活支援、教育文化事業、ITコンサルティング。
2002年に230億円を売り上げ、税務署からの公示をまとめた塾ジャーナルの「学習塾業界法人申告所得ランキング」で年間売上高1位だった。厚生労働省の若年者就職基礎能力修得支援事業認定試験（2005年）を実施した機関のひとつ。

## 沿革
1975年に創業され、1970年代に子ども向け英会話教室「ワールド学院」を日本全国に展開。1978年全研本社として設立。1978年に高校生向け「大学受験チャレンジコース」、1981年に高校入試教材「進学ゼミ」を発売。1996年に就職活動を学生に教える「就職の学校」事業を始めた。 同年リンガフォン・ジャパン（㈱）の筆頭株主となり、社会人向け英会話事業を開始する。1991年ダイヤモンド社と業務提携しFP（ファイナンシャルプランナー）事業を開始し、社会人向け資格取得プログラムの開発、普及をはじめ、幼児から社会人までの生涯教育事業を幅広く展開する。
語学事業においては、2001年創業より全国展開していた子ども英会話事業を会社分割しゼンケンオール株式会社を設立し2005年6月にヘラクレス株式上場。1998年「リンガフォンアカデミー」を開校。・2005年「L-One」を開校。2014年には、日本国内がグローバル化する兆しを捉え、より実践的な語学レッスンを提供する「英会話リンゲージ」を開校し社会人向け英会話スクール事業を展開している。2004年米国大学スカラーシップ協会の総代理店に指名され留学斡旋事業を開始する。2006年企業向け語学研修事業に進出する。2017年10月グローバルインバウンドの加速を見据え、「リンゲージ日本語学校」を開校する。
ITソリューション事業においては、2000年をインターネット元年と位置付け、インターネット事業に本格進出。小中学生を対象とした専任講師とインターネットの融合型学習塾創才学院（現在のZ-NET SCHOOL）を開設。2006年健康美容事業をスタート。健康・美容業界の商取引サイトの運営、求人サイトを展開。また、WEBサイトの作成・運用等、総合的なIT戦略を構築し全研の主力事業として全国展開している。　2013年英会話Skypeレッスン「リンゲージ　スピーク」事業開始。2018年グローバルインバウンドを掲げ、外国人人材の紹介事業ダイバーシティ事業部を設立。
2010年10月、共同購入型クーポン「Grou(グルー)」を開設（現在は閉鎖）。
2021年6月に東京証券取引所マザーズへ上場。
2023年10月に「Zenken株式会社」に社名変更。

## 組織
| 区分           | 支社/事業部/グループ企業                                 |
| -------------- | -------------------------------------------------------- |
| 本社           | 東京都新宿区西新宿                                       |
| 支店           | リンゲージ事業本部 コーポレート名古屋（愛知県 名古屋市） |
| 支店           | リンゲージ事業本部 コーポレート大阪（大阪府 大阪市）     |
| 支店           | eマーケティング事業本部沖縄オフィス（沖縄県 那覇市）     |
| 英会話スクール | 新宿本校（東京都 新宿区）                                |
| 英会話スクール | 渋谷校（東京都 渋谷区）                                  |
| 英会話スクール | 丸の内校（東京都 千代田区）                              |
| 英会話スクール | 有楽町校（東京都 中央区）                                |
| 英会話スクール | 池袋校（東京都 豊島区）                                  |
| 英会話スクール | 横浜校（神奈川県 横浜市）                                |

## グループ会社
全研グループは様々な統廃合を繰り返している。

### サイシード
1991年創業のゼンケンULM株式会社を前身とする職業紹介事業の会社で、2016年に全研本社が買収。

### リンゲージ
語学研修事業と留学事業を担う全研本社リンゲージ事業本部は1972年設立のタイムライフ教育システム、2006年開始の全研本社タイムライフ事業部に由来する（2007年7月に分社化）。
2007年5月に全研本社から分社化し、リンゲージ株式会社として設立。2016年時点で同社は全研本社グループ傘下にあった。2017年10月に「リンゲージ日本語学校」を開校。
英会話スクール事業は、2021年10月1日付でNOVAホールディングスへ譲渡された。

### ミネルヴァとゼンケンオール
全研本社は2001年に子ども向け早期英会話教室事業の「こども英会話のミネルヴァ」をゼンケンオールとして分社した。ゼンケンオールは2005年6月にヘラクレスに株式上場。2009年に商号を「ミネルヴァインテリジェンス」にした。
2008年1月にゼンケンオールは会社分割による純粋持株会社体制への移行を行い持株会社ゼンケンホールディングスを設立した。その後10月に経営陣がマネジメント・バイアウトで手続きする
。

### ゼンケン教育システム
ゼンケン教育システムは2005年10月からグループ会社。教材販売事業で約三万四千人の顧客がいた。「月刊小学エース」を販売。
ゼンケン教育システムが小学生、中学生、高校生向けの教材訪問販売・勧誘に関して2009年に特定商取引法違反で経済産業省から業務停止命令を受けた（特定商取引法違反（訪問販売）で3カ月及び特定商取引法違反（特定継続的役務提供）で6カ月の業務停止）。

## 出版
1997年から1999年まで漫画情報誌『Comnavi』(コムナビ、コミック・ナビゲーター)を発行。創刊編集長は瀬戸龍哉。
グループ会社のゼンケン教育システムが「月刊小学エース」を販売した。